# Châtillon-sur-Cluses
Châtillon-sur-Cluses – miejscowość i gmina we Francji, w regionie Owernia-Rodan-Alpy, w departamencie Górna Sabaudia.
Według danych na rok 1990 gminę zamieszkiwały 1014 osoby, a gęstość zaludnienia wynosiła 110 osób/km² (wśród 2880 gmin regionu Rodan-Alpy Châtillon-sur-Cluses plasowała się wtedy na 772. miejscu pod względem liczby ludności, natomiast pod względem powierzchni na miejscu 1183.).